# Willy De Bruyn
Willem Maurits De Bruyn geboren als Elvira (Elvire) De Bruyn (Erembodegem, 4 augustus 1914 - Antwerpen, 13 augustus 1989) was een Belgisch wielrenner, die in 1934 en 1936 officieus wereldkampioen werd bij de vrouwen. Vrouwen werden slechts vanaf 1958 officieel tot het wereldkampioenschap toegelaten.

## Jeugd
De Bruyn werd geboren in Erembodegem, Oost-Vlaanderen met zowel mannelijke als vrouwelijke geslachtsorganen. Hij werd bij de burgerlijke stand ingeschreven als Elvira De Bruyn van het vrouwelijk geslacht. Hij ging naar school bij kloosterzusters en was een goede student. Op achtjarige leeftijd stuurden zijn ouders hem naar een kostschool in de buurt van Aalst. Zijn ouders haalden hem er echter snel weg: hij raakte ondervoed, omdat hij niet genoeg zou hebben gehad aan het dagelijkse menu dat meisjes kregen. Hij was een stuk groter en sterker dan andere kinderen - zowel jongens als meisjes. Vanaf 1928 ging De Bruyn niet meer naar school en hij werkte een jaar in een sigarettenfabriek in Brussel. Daarna ging hij zijn ouders helpen in hun café bij een sportclub in Erembodegem.
De Bruyn werd als vrouw opgevoed, maar begon zich op zijn veertiende ongelukkig te voelen en verdiepte zich in verhalen over mensen die (mogelijk) transgender of interseksueel waren.

## Wielerloopbaan
Toen De Bruyn 15 jaar was reed hij zijn eerste wedstrijd: een kermiskoers in zijn woonplaats Erembodegem. Er mochten alleen meisjes uit Erembodegem meedoen en hij zette zijn vier tegenstanders op zeven minuten. Hoewel zijn moeder eerst fel tegenstander was, kon De Bruyn geld verdienen met zijn overwinningen en leverde het publiciteit voor het sportcafé op.
In 1932 schreef De Bruyn zich in voor het seizoen dameswielrennen. Bij de eerste wedstrijd van het seizoen in Geldenaken versloeg hij in de sprint de toenmalige wielerkampioene Rosa Calluy. Tijdens het nationale kampioenschap voor dames versloeg hij Calluy opnieuw, met één lengte voorsprong. Hij werd de nieuwe Belgische wielerkampioen bij de dames. In Gilly reed hij samen met een junior wielrenner mee in een gemengde ploegenkoers. De jonge renner viel en kon bij de volgende aflossing niet meer meekomen. De Bruyn reed alleen verder en eindigde met drie ronden voorsprong op de andere ploegen. De Bruyn verscheen in deze periode zeventien keer aan de start en ging er negen keer met de eerste prijs vandoor. De andere keren eindigde hij in de top vijf.
Op 5 september 1934 werd het Europees kampioenschap baanwielrennen voor vrouwen georganiseerd in Blankenberge. Ondanks dat er de hele dag zware regenbuien waren, ging de wedstrijd door en waren er duizenden toeschouwers. De Bruyn won de Europese titel. Elf dagen later, op 16 september 1934, vond het wereldkampioenschap plaats in het Josaphatpark in Schaarbeek. Er waren wielrensters uit Engeland, Frankrijk, Spanje, Italië en de Benelux aanwezig en het aantal toeschouwers werd geschat op honderdduizend. De Bruyn reed de rit van 90 kilometer in 2 uur, 41 minuten en 56 seconden (33,33 km/uur gemiddeld) en werd daarmee officieus wereldkampioen bij de vrouwen. Het eerste officiële wereldkampioenschap voor vrouwen werd in 1958 door de Internationale Wielerunie georganiseerd.
In 1935 werd hij nog nationaal kampioen bij de dames, maar daarna probeerde hij naar eigen zeggen niet meer op de eerste plek te eindigen. Hij voelde zich man en wilde geen wedstrijd voor vrouwen winnen. De Bruyn had echter geld nodig en won in april 1936 een wegrit in Moustier. Later dat jaar werd hij opnieuw wereldkampioen bij de dames. De Nederlandse Mien van Bree, waarmee De Bruyn regelmatig trainde, werd tweede.

## Transitie
Vanaf 1936 begon hij zich te verdiepen in de wetenschap over seksespecifieke anatomie en interseksualiteit. In hetzelfde jaar onderging de Tsjecho-Slowaakse atleet Zdeněk Koubek een geslachtsaanpassende operatie. De Bruyn verdiepte zich ook in deze transitie.
Hij woonde tijdelijk in Brussel, waar hij zijn identiteitskaart vervalste en werkte als bordenwasser in een Brussels hotel, bij een bakker, in een houtzaak en als liftjongen in een groot Brussels warenhuis. Hij vervulde steeds functies die uitsluitend voor mannen bestemd waren en kreeg telkens problemen met zijn pensioenkaart, waardoor hij ontslagen werd. Ondertussen verdiende hij ook nog wat geld met wielrennen.
In 1937 kreeg hij een dokterscertificaat dat verklaarde dat hij een man was. De rechtbank achtte dit echter niet voldoende voor een wijziging in de burgerlijke stand, dus leverde hij een tweede doktersverklaring aan. Hij nam ook een advocaat in de arm. De juridische procedure en de geneeskundige behandelingen namen een jaar in beslag. Bovendien kostte het De Bruyn al het geld dat hij met wielrennen verdiend had.
Hij was 22 jaar oud toen hij zich op 24 maart 1937 in Oudenaarde bij de burgerlijke stand inschreef als Willem Maurits De Bruyn van het mannelijk geslacht. Zijn roepnaam werd Willy. In april 1937 werd in het dagblad De Dag een uitgebreid interview gepubliceerd met De Bruyn en zijn ouders, dat gericht was op zijn jeugd en zijn beslissing om zijn naam en geslacht te wijzigen. Hij werd in deze krant een "Vlaamse Koebskowa" genoemd, verwijzend naar de geslachtsverandering van Zdeněk Koubek.

## Latere leven
De Bruyn wilde wielrenner blijven en meedoen aan de wedstrijden voor de mannen. Hij kreeg na zijn transitie enkele contracten aangeboden, maar eindigde steeds in de buik van het peloton. Toch bleef hij trainen en hij werd vierde in Leupegem, zevende in de Grote Prijs van Gistel en negende in de Prijs van Waasmunster.
Na het overlijden van zijn ouders opende De Bruyn Café Denderleeuw in Brussel, waar hij zichzelf presenteerde als "Willy De Bruyn, ex-kampioen Elvire De Bruyn". Hij trouwde in het najaar van 1938 met Clementine Juchters, die ook aan wielrennen had gedaan en soms als kapster werkte. Vanwege het uitbreken van de Tweede Wereldoorlog verhuisden Willy en Clementine De Bruyn in september 1940 naar Zellik. De Bruyn en zijn vrouw hebben een bordeel en meerdere cafés gehad. Ze woonden onder andere in Antwerpen en waren een tijdje marktkramer. Ook zouden ze een tijdje in Amerika hebben gewoond. In 1965 was De Bruyn aanwezig in het 'Belgische Dorp' tijdens de Wereldtentoonstelling van 1964 in New York. Willy De Bruyn overleed op 13 augustus 1989 in Antwerpen, een jaar na zijn vrouw. Hij werd begraven op kosten van het OCMW.

## Overwinningen
- 1932: Nationaal kampioen
- 27 augustus 1933: Europees kampioen, Aalst
- 4 augustus 1934: Nationaal kampioen, Leuven
- 5 september 1934: Europees kampioen baanwielrennen, Blankenberge
- 16 september 1934: Wereldkampioen, Schaarbeek
- 1935: Nationaal kampioen
- 1936: Wereldkampioen